# Paulino Martínez
Pour les articles homonymes, voir Martínez.
Martínez  Barredo est un nom espagnol. Le premier nom de famille, en général paternel, est Martínez ; le second, en général maternel, souvent omis, est Barredo.
Paulino Martínez Barredo (né le 31 août 1952) est un coureur cycliste espagnol, professionnel de 1977 à 1983.

## Palmarès
- 1972
  - 3e du championnat d'Espagne sur route amateurs
- 1974
  - Prueba Alsasua
- 1975
  - 3e de la Cinturón a Mallorca
- 1978
  - 4e du Grand Prix du Midi libre
- 1983
  - 1reb étape du Tour de La Rioja (contre-la-montre par équipes)

## Résultats sur les grands tours

### Tour de France
3 participations
- 1978 : abandon (3e étape)
- 1980 : abandon (3e étape)
- 1981 : 91e

### Tour d'Italie
2 participations
- 1977 : abandon (19e étape)
- 1978 : 66e

### Tour d'Espagne
2 participations
- 1979 : non-partant (17e étape)
- 1982 : 42e